# Armadillidium kossuthi
Armadillidium kossuthi là một loài chân đều trong họ Armadillidiidae. Loài này được Arcangeli miêu tả khoa học năm 1929.